# Cent (Musik)
Das Cent (von lat. centum „hundert“) ist eine additive Maßeinheit (genauer: Hilfsmaßeinheit), mit der ein sehr genauer Vergleich der Größen musikalischer Intervalle möglich ist.

## Definition
Das Cent ist definiert durch:
100 Cent = 1 gleichstufiger Halbton
Da eine Oktave zwölf Halbtöne umfasst, gilt auch:
1200 Cent = 1 Oktave
Das Cent ist genormt in DIN 13320 (siehe unten).

## Anwendung
Aus der additiven Struktur der Intervallgrößen folgt:
1 Oktave = 1200 Cent
2 Oktaven = 2400 Cent
3 Oktaven = 3600 Cent
usw.
Bekanntermaßen sind zum Beispiel 12 gleichstufige Quinten = 7 Oktaven, also umfasst 1 gleichstufige Quinte 700 Cent (in reiner Stimmung dagegen – siehe unten – ungefähr 702 Cent.)
Da dies dem additiven Intervall-Empfinden des Gehörs (Hörereignisses) entspricht, ist der Vergleich von Tonhöhen, Tonsystemen und Stimmungen mittels der Einheit Cent praxisnäher als Angaben zu Frequenz-Verhältnissen, bei denen ein Größenvergleich nicht unmittelbar möglich ist.
Centangaben ermöglichen einerseits eine höhere Anschaulichkeit beim Größenvergleich verschiedener Intervalle; andererseits können aber rationale Zahlen, die ja vielen Stimmungssystemen zu Grunde liegen, und alle Centangaben (bis auf die Vielfachen von 1200) immer nur näherungsweise gleichgesetzt werden.

## Entstehung
Die Bezeichnung Cent wurde 1875 von Alexander John Ellis (1814–1890) im Anhang zu seiner Übersetzung von Hermann von Helmholtz’ Lehre von den Tonempfindungen als Einheit zum Größenvergleich von Intervallen vorgeschlagen.
Die Cent-Einheit ist so gewählt, dass wahrnehmbare Tonhöhenunterschiede hinreichend genau als ganzzahlige Vielfache von Cents ausgedrückt werden können. Grob kann angenommen werden, dass der kleinste erkennbare Frequenzunterschied für nacheinander erklingende Sinustöne beim Menschen bei Frequenzen ab 1000 Hz bei etwa drei bis sechs Cent liegt; bei gleichzeitigem Erklingen sind durch Schwebungseffekte noch wesentlich geringere Intervallunterschiede hörbar.
Bei größeren Tonabständen lassen sich Intervallgrößen durch Schwebungen der harmonischen Obertöne, die in musikalisch verwendeten Tönen meistens vorhanden sind, sehr genau bestimmen. Hingegen steigt bei tiefen Sinustönen mit geringer empfundener Lautstärke (trotz hohem Schalldruckpegel) die Unterscheidungsschwelle auf über 100 Cent, also mehr als einen Halbton.

## Die Messung der Intervallgröße
Die Größe von Intervallen wird mit Hilfe der Maßeinheit Oktave und deren Untereinheit Cent gemessen. Das Oktavmaß und Centmaß ist proportional zur Intervallgröße. Der Maßeinheit Oktave entspricht das Frequenzverhältnis p = 2:1.
| Intervall                                                             | Frequenzverhältnis (in reiner Stimmung) | Größe in Cent                        |
| --------------------------------------------------------------------- | --------------------------------------- | ------------------------------------ |
| 1 Oktave                                                              | 2                                       | 1200 Cent                            |
| 2 Oktaven                                                             | 4                                       | 2400 Cent                            |
| 3 Oktaven                                                             | 8                                       | 3600 Cent                            |
| …                                                                     |                                         |                                      |
| k Oktaven                                                             | 2k                                      | 1200 Cent · k                        |
| log2(p) Oktaven (Beachte: {\displaystyle 2^{k}=p\iff \log _{2}(p)=k}) | p                                       | 1200 Cent · log2(p)                  |
| kleine Terz                                                           | 6⁄5                                     | 1200 Cent · log2(6⁄5) ≈ 315,641 Cent |
| große Terz                                                            | 5⁄4                                     | 1200 Cent · log2(5⁄4) ≈ 386,314 Cent |
| Quarte                                                                | 4⁄3                                     | 1200 Cent · log2(4⁄3) ≈ 498,045 Cent |
| Quinte                                                                | 3⁄2                                     | 1200 Cent · log2(3⁄2) ≈ 701,955 Cent |

Werden Intervalle hintereinander ausgeführt, so kann man ihre Größen addieren, während ihre Frequenzverhältnisse (Proportionen) multipliziert werden müssen.
Beispiele:
reine Quinte + reine Quarte ≈ 702 Cent + 498 Cent = 1200 Cent = Oktave. (Frequenzverhältnisse: 3/2·4/3 = 2/1.)
reine kleine Terz + reine große Terz ≈ 316 Cent + 386 Cent =  702 Cent ≈ reine Quinte. (Frequenzverhältnisse: 6/5·5/4 = 3/2.)

## Anwendungen in der musikalischen Praxis
Mit der Einheit Cent lassen sich die feinen Unterschiede der Intervalle in den verschiedenen mitteltönigen und wohltemperierten Stimmungen gut darstellen, z. B. die leichten Verstimmungen gegenüber reinen Quinten und Terzen, die in Kauf genommen werden müssen, um möglichst viele Tonarten (bei einer zwölfstufigen Skala der Oktave) spielbar zu machen:
- bei den mitteltönigen Stimmungen treten Abweichungen bis etwa 8 Cent auf, wenn nur C-Dur-nahe Akkorde verwendet werden:

| Beispiel c1 – g1 | reine Quinte ≈ 702 Cent · (Keine Schwebungen) | mitteltönige Quinte ≈ 697 Cent · (Leichte Schwebungen) |

- mit bis zu 14 Cent Abweichung hat man sich abzufinden, wenn man auf Tasteninstrumenten auch Tonleitern nutzen will, die weiter von C-Dur entfernt sind. Dabei wird ausgenutzt, dass das menschliche Gehör sich „die Intervalle zurechthört“:

| Beispiel a0 – cis1 (erst die Terz, dann im Akkord) | reine große Terz (220 Hz und 275 Hz) ≈ 386 Cent · (Keine Schwebungen) | gleichstufige große Terz (220 Hz und 277 Hz) = 400 Cent · (viele Schwebungen: das Intervall klingt rau) |

- noch größere Abweichungen wie etwa die Wolfsquinte der mitteltönigen Stimmung bei stark von C-Dur entfernten Tonarten werden von Musikern nicht geduldet.

Tabellen der mehr oder weniger reinen Terzen und Quinten in verschiedenen Stimmungssystemen: siehe Stimmung.

## Umrechnung

### Frequenzverhältnis in Cent
Gegeben sei das Frequenzverhältnis (die Proportion) {\displaystyle p={\frac {f_{2}}{f_{1}}}} eines beliebigen Intervalls.
Das Intervallmaß {\displaystyle i} errechnet sich dann nach der Definitionsformel logarithmisch:
{\displaystyle i=\log _{2}{p}\,{\text{Oktave}}} (siehe Tabelle Die Messung der Intervallgröße)
Mit
{\displaystyle 1\,{\text{Oktave}}=1200\,\mathrm {Cent} }
erhalten wir:
{\displaystyle i=1200\,\mathrm {Cent} \cdot \log _{2}{p}}
Nach Umrechnung des Zweier-Logarithmus in einen Logarithmus mit beliebiger anderer Basis {\displaystyle b} über {\displaystyle \log _{2}p={\frac {\log _{b}p}{\log _{b}2}}={\frac {\ln p}{\ln 2}}={\frac {\lg p}{\lg 2}}} entsteht eine für Taschenrechner mit ln-Funktion bequem handhabbare Gleichung:
{\displaystyle i=1200\,\mathrm {Cent} \cdot {\frac {\ln p}{\ln 2}}}
Bei den Dreiklangsintervallen erhält man folgende Umrechnung:
| Frequenzverhältnis {\displaystyle p} | Intervall {\displaystyle i} in Cent                                                               | Intervall         |
| ------------------------------------ | ------------------------------------------------------------------------------------------------- | ----------------- |
| {\displaystyle p={\tfrac {6}{5}}}    | {\displaystyle i=1200\,\mathrm {Cent} \cdot \log _{2}{\tfrac {6}{5}}\approx 316\,\mathrm {Cent} } | reine kleine Terz |
| {\displaystyle p={\tfrac {5}{4}}}    | {\displaystyle i=1200\,\mathrm {Cent} \cdot \log _{2}{\tfrac {5}{4}}\approx 386\,\mathrm {Cent} } | reine große Terz  |
| {\displaystyle p={\tfrac {3}{2}}}    | {\displaystyle i=1200\,\mathrm {Cent} \cdot \log _{2}{\tfrac {3}{2}}\approx 702\,\mathrm {Cent} } | reine Quinte      |

### Cent in Frequenzverhältnis
Die umgekehrte Umrechnung eines beliebigen in Cent angegebenen Intervalls {\displaystyle i} in das Frequenzverhältnis {\displaystyle p} wird seltener benötigt. Dafür löst man die Gleichung  {\displaystyle i=1200\,\mathrm {Cent} \cdot \log _{2}{p}} nach {\displaystyle p} auf, indem man beide Seiten durch 1200 Cent dividiert und anschließend zur Basis 2 potenziert (dadurch wird auf der einen Seite der Logarithmus entfernt):
{\displaystyle p=2^{\frac {i}{1200\,\mathrm {Cent} }}}
Bei den Dreiklangsintervallen erhält man folgende Umrechnung:
| Intervall {\displaystyle i} in Cent | Frequenzverhältnis {\displaystyle p}                                                                    | Intervall         |
| ----------------------------------- | --- | ----------------- |
| i = 316 Cent                        | {\displaystyle p=2^{\frac {316\,\mathrm {Cent} }{1200\,\mathrm {Cent} }}\approx 1{,}2={\tfrac {6}{5}}}  | reine kleine Terz |
| i = 386 Cent                        | {\displaystyle p=2^{\frac {386\,\mathrm {Cent} }{1200\,\mathrm {Cent} }}\approx 1{,}25={\tfrac {5}{4}}} | reine große Terz  |
| i = 702 Cent                        | {\displaystyle p=2^{\frac {702\,\mathrm {Cent} }{1200\,\mathrm {Cent} }}\approx 1{,}5={\tfrac {3}{2}}}  | reine Quinte      |

### Cent in Millioktave
1 Cent = {\displaystyle {\frac {1}{1,2}}} Millioktaven ≈ 0,8333 Millioktaven

### Cent in Savart
1 Cent = {\displaystyle {\frac {\log _{10}(2)}{1{,}2}}} Savart ≈ 0,2509 Savart

## Berechnung von Frequenzen
Der oben genannte Faktor {\displaystyle {\sqrt[{1200}]{2}}=2^{\frac {1}{1200}}} ist das Frequenzverhältnis eines Tonunterschieds von einem Cent. Die Frequenzberechnung erfolgt daher mit dieser Zahl als Basis und dem Intervall in Cent im Exponenten.
Beispiele einiger als Stimmton a’ verwendeter Frequenzen, ausgehend von 440 Hz:
- Erhöhung um 100 Cent: {\displaystyle 440\,\mathrm {Hz} \cdot 2^{\frac {100}{1200}}\approx 466{,}164\,\mathrm {Hz} }
- Erhöhung um 1 Cent: {\displaystyle 440\,\mathrm {Hz} \cdot 2^{\frac {1}{1200}}\approx 440{,}254\,\mathrm {Hz} }
- Verringerung um 1 Cent: {\displaystyle 440\,\mathrm {Hz} \cdot 2^{\frac {-1}{1200}}\approx 439{,}746\,\mathrm {Hz} }
- Verringerung um 100 Cent: {\displaystyle 440\,\mathrm {Hz} \cdot 2^{\frac {-100}{1200}}\approx 415{,}305\,\mathrm {Hz} }

### Beispiel aus der Musiktheorie
Der Ton a1 hat die Frequenz von 440 Hz. Der Ton c2 liegt eine kleine Terz darüber.
Der Ton c2 hat demnach
- in reiner Stimmung (Frequenzverhältnis 6:5 der kleinen Terz) die Frequenz {\displaystyle 440\,\mathrm {Hz} \cdot {\tfrac {6}{5}}=528\,\mathrm {Hz} ,}
- in gleichstufiger Stimmung (kleine Terz = 3 Halbtöne = 300 Cent) die Frequenz {\displaystyle 440\,\mathrm {Hz} \cdot 2^{\frac {300}{1200}}\approx 523{,}251\,\mathrm {Hz} }.

## DIN-Norm
Nach DIN 13320 „Akustik; Spektren und Übertragungskurven; Begriffe, Darstellung“ bezeichnet „Cent“ ein Frequenzmaßintervall, dessen Frequenzverhältnis {\displaystyle 2^{\frac {1}{1200}}} beträgt. Das Cent kann wie eine Einheit benutzt werden; somit kann das Frequenzmaßintervall der Frequenzen f1 und f2 > f1 bezeichnet werden als {\displaystyle 1200\cdot \log _{2}\left({\frac {f_{2}}{f_{1}}}\right)\,\mathrm {Cent} }.

## Absolutes Cent
Man kann auch dem gesamten Frequenzbereich eine Skala fester Cent-Werte zuordnen. Dieses absolute Cent ist dann eine Maßeinheit der Tonhöhe, nicht der Intervallgröße. Es wird 1 Hz = 0 Cent gesetzt. Daraus ergeben sich: 2 Hz = 1200 Cent, 4 Hz = 2400 Cent usw. mit den entsprechenden Zwischenwerten.